# Fabio Lucidi
Fabio Lucidi (Roma, 23 gennaio 1967) è un ex calciatore e allenatore di calcio italiano.

## Carriera

### Giocatore
Inizia la sua carriera con l'Almas Roma dove in due anni colleziona 11 reti. Dopo Roma, sua città natale, si reca al Valdiano dove disputa una stagione priva di reti e 16 presenze. Il secondo anno subisce la retrocessione della squadra cilentana, e raggiunge 12 marcature, risultando il capocannoniere del girone D della Serie C2.
Nel 1988 approda a Battipaglia dove realizza 18 reti in due anni, dopo di che gioca nella SPAL, e nei successivi anni si trova nell'Acireale disputando con i siciliani due stagioni fra i cadetti e componendo l'attacco con Arturo Di Napoli e Orazio Sorbello. Va all'Ancona in Serie B anche se non riuscirà mai a salire di categoria; sono 17 le marcature che colleziona con la casacca marchigiana. Ritornato alla SPAL gioca 35 gare, ma non sempre da titolare, e la stagione si chiude con 2 reti. Chiude la carriera alla Lodigiani, poi Cisco Roma in C2. Si è ritirato nel 2003.
In carriera ha collezionato complessivamente 121 presenze e 16 reti in Serie B.

### Allenatore
La sua prima esperienza da allenatore non è delle più facili. Viene chiamato a gennaio 2007 dalla VJS Velletri, nell'Eccellenza laziale; la squadra è in grave crisi di risultati e si trova in piena zona retrocessione. L'esordio è negativo: 1-0 nel derby contro la Cinthya 1920; nell'ultima giornata, in casa, batte la seconda in graduatoria Gaeta e ottiene la salvezza. Il tecnico viene riconfermato e dopo aver trascorso il girone di andata prima in testa e poi costantemente al terzo posto, la squadra subisce un calo e chiude al settimo posto con 50 punti (i gol segnati sono 35 in 34 gare, quelli subiti sono 20). Per la stagione 2008-09 siede sulla panchina del Pisoniano; la squadra al termine del girone di andata è prima in graduatoria con un largo vantaggio sulla seconda, mantenendo l'imbattibilità assoluta, chiudendo poi al terzo posto (a due punti dal Latina ed uno dal Fondi) perdendo contro la Virtus per due reti a zero. Nel 2009-10 siede in panchina della neoretrocessa Lupa Frascati in Eccellenza e ottiene il terzo posto ma non viene riconfermato. Nella stagione 2010-11 resta in Eccellenza diventando allenatore del San Cesareo e finisce al terzo posto.
Per il 2011-12 tenta l'avventura con la neo-promossa in Eccellenza Valmontone, primo anno per i giallo-rossi nel campionato regionale. Dopo due giornate e tre sconfitte compresi i preliminari di Coppa Italia il tecnico viene esonerato. Ora è il tecnico della Serpentara BellegraOlevano, squadra con cui, dopo essersi piazzato secondo nel campionato di Eccellenza Laziale, vince la fase nazionale dei playoff (vittoria complessiva per 4-3 nel doppio confronto contro il Monticelli), conquistando una storica promozione in Serie D.Ma prima della gara contro il Manfredonia, il Serpentara BellegraOlevano non aveva in panchina Fabio Lucidi. Il tecnico romano aveva già rassegnato le proprie dimissioni alla società prima della sfida contro i pugliesi, pareggiata poi dai suoi ex ragazzi che per l'occasione sono stati guidati dall'allenatore della Juniores Fabio Centra. Il 10 marzo 2021 viene nominato allenatore del Tivoli, che allena fino a fine stagione.

## Palmarès

### Giocatori

#### Club

##### Competizioni nazionali
- Campionato italiano Serie C2: 1

Battipagliese: 1989-1990
- Coppa Italia Serie C: 1

SPAL: 1998-1999